# Alkil

Izopropilcsoport

Metilcsoport

A kémiában az alkil (alkilcsoport) egy hidrogénatomtól megfosztott alkánt jelent. Az aciklusos (gyűrűt nem tartalmazó) alkilcsoport általános képlete CnH2n+1.  A cikloalkilcsoport cikloalkánból vezethető le egy hidrogénnek a gyűrűről történő eltávolításával. A cikloalkilek általános képlete CnH2n−1. Az alkilcsoportok jellemzően egy nagyobb molekulának a részei. A szerkezeti képletekben a (nem meghatározott) alkilcsoportokat R betűvel jelölik. A legkisebb alkilcsoport a metilcsoport, melynek képlete CH3–.
Az alkil elnevezést Johannes Wislicenus az alkohol szóból kiindulva vezette be.

## Alkilek a hétköznapi életben
Az alkil szótő számos hétköznapi kifejezésben előfordul. Az alkilezés fontos eljárás a finomítókban, például a nagy oktánszámú benzinek előállításában. Az alkilező antineoplasztikus anyagok közé a rák kezelésére alkalmazott szerek tartoznak. Ilyen esetben az alkilt tágabb értelemben használják. A nitrogénmustárok például jól ismert alkilezőszerek, de szerkezetük az egyszerű szénhidrogéneknél bonyolultabb. A kémiában az alkil az alkilcsoportra utal, olyan szubsztituensre, amely más molekularészekhez kapcsolódik. Az alkillítium reagensek tapasztalati képlete Li(alkil), ahol alkil=metil, etil stb. A dialkil-éterek olyan éterek, amelyekben az oxigénatomhoz két alkilcsoport kapcsolódik, mint például a dietil-éterben (O(C2H5)2).

## Alkil kationok, anionok és gyökök
Az alkilcsoportok általában más atomokhoz vagy atomcsoportokhoz kapcsolódnak. Szabad alkilek semleges vegyületek, anionok vagy kationok formájában fordulhatnak elő. A semleges alkileket szabad gyöknek, a kationokat karbokationnak, az anionokat pedig karbanionnak nevezzük. Ezek a részecskék rendszerint csak átmenetileg léteznek, de némelyikük elegendően stabil és kipreparálható („lombikba lehet tenni”). Az alkil kationok jellemzően szupersavak felhasználásakor keletkeznek, alkil anionok erős bázis jelenlétében mutathatók ki, alkil gyökök pedig fotokémiai reakciókban jönnek létre. Alkilek gyakran figyelhetők meg a szerves vegyületek tömegspektrometriás vizsgálatai során.

## Nevezéktanuk
Az alkilek homológ sort alkotnak. A legegyszerűbb sorozat általános képlete CnH2n+1. Az alkilek közé tartozik a metil, CH3· (nevét a metán után kapta), etil (C2H5·), propil (C3H7·), butil (C4H9·), pentil (C5H11·) és így tovább. Az egy gyűrűt tartalmazó alkilcsoportok képlete CnH2n-1, például ciklopropil és ciklohexil.
Az elnevezési séma a IUPAC nómenklatúrából származik:
| Szénatomok száma | 1     | 2    | 3      | 4     | 5      | 6     | 7      | 8     | 9     | 10    | 11      | 12      |
| Előtag           | met-  | et-  | prop-  | but-  | pent-  | hex-  | hept-  | okt-  | non-  | dec-  | undec-  | dodec-  |
| a csoport neve   | Metil | Etil | Propil | Butil | Pentil | Hexil | Heptil | Oktil | Nonil | Decil | Undecil | Dodecil |

A fenti csoportneveket használjuk az elágazó szénláncú molekulák, például a 3-metilpentán elnevezésében:
A 3-metilpentán szerkezete két részből épül fel. Az első a molekulában található leghosszabb egyenes szénlánc, melyet öt atom alkot. Ennek az öt szénatomos alapvegyületnek (az ábrán kékkel kiemelve) a neve pentán. A metil „szubsztituens” vagy „csoport” színe piros. A nevezéktan szokásos szabályai szerint az alkilcsoportokat az alap szénhidrogénlánc neve előtt jelöljük, így járunk el a metilpentán esetében is. Ez a név azonban még nem egyértelmű, mivel a metil elágazás különböző szénatomokon lehet. Az egyértelműség miatt ezért a vegyület neve 3-metilpentán, ahol a 3-as szám jelöli, hogy a metilcsoport az 5 szénatomos lánc harmadik atomjához kapcsolódik.
Ha több azonos alkilcsoport kapcsolódik a lánchoz, akkor azok számát a csoport neve elé tett többszöröző előtaggal adjuk meg (di-, tri-, tetra stb.).
Ennek a vegyületnek a neve 2,3,3-trimetilpentán. Ebben a molekulában három azonos alkilcsoport kapcsolódik a 2-es, 3-as és 3-as szénatomhoz. Ezeket a számokat a csoportok helyének egyértelmű megadásához tüntetjük fel a névben, és a „tri” szócska jelzi, hogy három azonos metilcsoport van. Ha a 3-as szénatomhoz az egyik metilcsoport helyett etilcsoport kapcsolódna, akkor a vegyület neve 3-etil-2,3-dimetilpentán lenne. Vegyük észre, hogy amikor egy molekulában különböző alkilcsoportok találhatók, akkor a névben azokat betűrend szerint soroljuk fel.
Az alkilláncokban minden egyes szénatom jellemezhető oly módon, hogy hány másik szénatom kapcsolódik hozzá. Ezek alapján beszélhetünk primer, szekunder, tercier és kvaterner szénatomokról, melyekhez rendre egy, kettő, három, illetve négy másik szénatom kapcsolódik.

## Fordítás
- Ez a szócikk részben vagy egészben  az   Alkyl című angol Wikipédia-szócikk ezen változatának fordításán alapul.  Az eredeti cikk szerkesztőit annak laptörténete sorolja fel. Ez a jelzés csupán a megfogalmazás eredetét és a szerzői jogokat jelzi, nem szolgál a cikkben szereplő információk forrásmegjelöléseként.